# Noah Ludlow
Noah Ludlow, född 1795, död 1886, var en amerikansk skådespelare och teaterledare. 
Han var ledare för ett teatersällskap verksamt i Tennessee och Kentucky.  Från 1817 och framåt drev han i kompanjonskap med Solomon Smith ett teatersällskap som regelbundet uppträdde i en cirkel mellan New Orleans, Natchez, St. Louis, Mobile och Huntsville: de introducerade engelskspråkig teater i Louisiana, och teater över huvud taget i Alabama och Mississippi.  Hans främsta konkurrent var James H. Caldwell, som var verksam i samma trakter och som drev St. Charles Theatre i New Orleans. När St. Charles Theatre brann ned 1842, blev det Ludlow och Smith som återuppförde det andra St. Charles Theatre (1843-1899), och därmed anses de ha övertagit Caldwells ledande ställning i de västra sydstaternas teatervärld. 
Han var gift med Mary Ludlow.